# 카마 (음식)

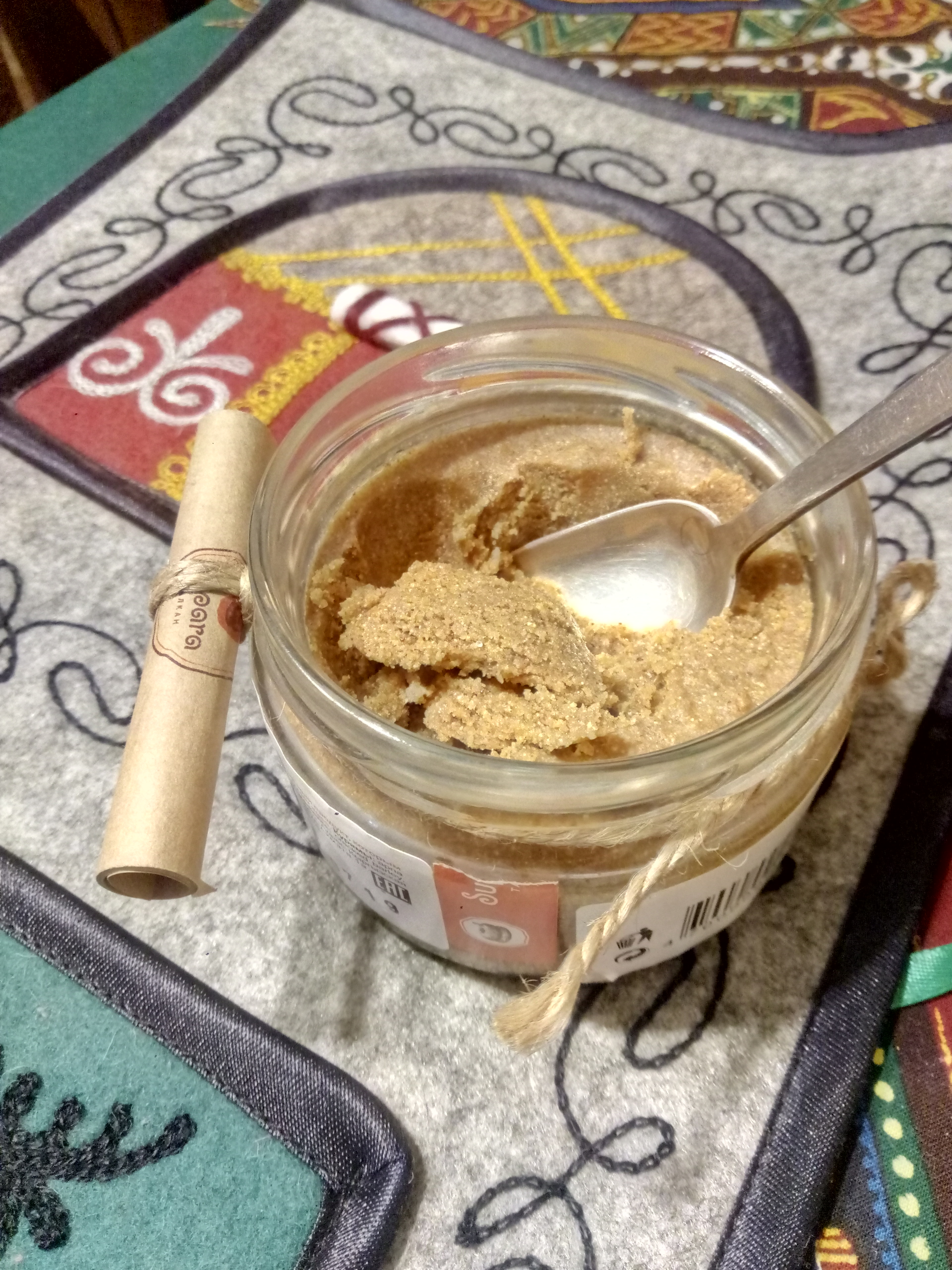

카마(에스토니아어: kama)는 에스토니아, 핀란드 및 러시아 등지의 우랄·튀르크 사람들이 먹는, 미세하게 분쇄된, 전통적인 밀가루 혼합물이다. 카마 분말은 구운 보리, 호밀, 귀리 및 완두콩 가루를 혼합한 것이다. 귀리 가루를 밀가루로 완전히 대체하거나, 검정거북콩을 혼합물에 첨가할 수 있다. 핀란드의 톡쿠나는 먼저 곡물을 찌고 갈아서 마지막으로 구워서 만든다.
역사적으로 카마는 부패하지 않고 휴대하기 쉬운 음식으로, 버터나 라드에 넣어서 빠르게 배를 채우는 간식으로 만들 수 있었다. 이미 구워졌기 때문에 구울 필요가 없었다.
요즘에는 디저트를 만드는 데 사용된다. 주로 우유, 우락유, 케피르를 머쉬(mush)로 섞어서 아침 식사로 즐겨 먹는다. 종종 설탕, 특히 블루베리로 단맛을 가하며, 드물게 다른 과일이나 꿀을 첨가하거나 무가당으로 제공된다. 또한 에스토니아와 핀란드에서 흔히 볼 수 있는 산림 딸기와 함께 우유나 신 디저트에도 사용된다.
카마는 독특한 국가 음식인 에스토니아에서 기념품으로 구입할 수 있다.
비슷한 제품으로는 전통적으로 스웨덴 베름란드 지방에서 만들어지는 구운 귀리로만 구성된 밀가루인 스크래드미욜(Skrädmjöl)이 있다. 삼림핀인이 그곳으로 가져 왔다.
튀르크어로는 탈칸(talqan)이라고 부른다. 볶은 보리나 밀을 거칠거나 잘게 으깬 밀가루로 만든다. 알타이족, 노게이족, 바쉬르족, 카자흐족, 타타르족, 투반족, 우즈베크족, 카카스족의 요리에서 흔히 볼 수 있다.

## 이름
- 러시아: 탈깐(바시키르어: талҡан), 톨로크노(러시아어: толокно), 틴켈레(추바시어: тинкӗле), 푸슈트(에르자어: пушт)
- 아제르바이잔: 탈칸(아제르바이잔어: talkan)
- 에스토니아: 카마(에스토니아어: kama), 톨로흐크나(버로어: tolohkna)
- 우즈베키스탄: 톨꼰(우즈베크어: tolqon)
- 카자흐스탄: 탈깐(카자흐어: талқан)
- 키르기스스탄: 탈칸(키르기스어: талкан)
- 튀르키예: 탈칸(튀르키예어: talkan)
- 핀란드: 탈쿠나(핀란드어: talkkuna)

## 같이 보기
- 미수 (음료)
- 잠바 (음식)